# Nozomi Hiroyama
Nozomi Hiroyama (jap. 廣山 望, Hiroyama Nozomi; * 6. Mai 1977 in Sodegaura, Präfektur Chiba) ist ein ehemaliger japanischer Fußballspieler.

## Nationalmannschaft
2001 debütierte Hiroyama für die japanische Fußballnationalmannschaft. Hiroyama bestritt zwei Länderspiele. Mit der japanischen Nationalmannschaft qualifizierte er sich für die Junioren-Fußballweltmeisterschaft 1997.

## Errungene Titel
- Kaiserpokal: 2004